# Vigge, Bergs kommun
Vigge är en by småort i Bergs kommun, södra Jämtland belägen invid Södra Storsjöflakets västra strand i Bergs distrikt (Bergs socken).
Byn består av byarna Västervigge, Medvigge och Östervigge och har gamla anor. I modern tid finns de flesta arbetstillfällena inom tjänstesektorn och många pendlar till Svenstavik och Östersund för att arbeta.
Vigge Bygdegård är en samlingsplats i byn och har varit hem åt såväl Vigge-Revyn och Vigge Byastafett.

## Kända personer från Vigge
- Alfred Rönnqvist, riksspelman